# Пам'ятник Максиму Горькому (Одеса)
Пам'ятник Максиму Горькому — колишній пам'ятник, що був присвячений російському радянському письменнику Максиму Горькому. Існував у 1972—2024 роках в Одесі. Демонтований 13 вересня 2024 році у рамках дерусифікації та декомунізації, спричинених російським військовим вторгненням в Україну.

## Історія
У 1969 р. на місці майбутнього пам'ятника Максиму Горькому на честь 100-річчя від дня його народження поставили пам'ятний знак з підписом; «Тут буде споруджено погруддя великого пролетарського письменника А. М. Горького»
У 1972 році пам'ятник був встановлений, автором проєкту був Олександр Князик а архітектором був Володимир Голод.
Пам'ятник знаходився у Парку ім. Максима Горького (нині Парк культури і відпочинку імені Марка Твена).

## Опис
Скульптура була виготовлена з бронзи, постамент — з чорного мармуру.